# المذود (العبدية)

تعديل مصدري - تعديل

المذود هي إحدى قرى عزلة ال بلغيث ولمذود بمديرية العبدية التابعة لمحافظة مأرب، بلغ تعداد سكانها 837 نسمة حسب تعداد اليمن لعام 2004.